# Embonas
Embonas (gr. Έμπωνας) – miejscowość w Grecji, w zachodniej części wyspy Rodos, w administracji zdecentralizowanej Wyspy Egejskie, w regionie Wyspy Egejskie Południowe, w jednostce regionalnej Rodos, w gminie Rodos. W 2011 roku liczyła 1061 mieszkańców.
Nieopodal wznosi się najwyższy szczyt rodyjskich gór Atawiros (1 215 m n.p.m.). Miejscowość jest centrum produkcji wina (gł. wino Emera). Centrum przemysłu winiarskiego na Rodos.